# Han Shaodi
Han Shaodi was keizer van China uit de Han-dynastie. Hij regeerde van mei tot september 189. Hij leefde van 173 (of 176) tot 190. Zijn persoonlijke naam was Liu Bian. Hij is ook bekend onder de titel Prins van Hong Nong. Hij was een zoon van Han Lingdi en de oudere halfbroer van Han Xiandi, die hem in 189 opvolgde. Hij werd afgezet door Dong Zhuo, die hem in 190 ook vergiftigde.

## Afkomst en jeugd
Han Shaodi werd in 173 of 176 geboren als Liu Bian, de oudste zoon van Keizer Ling en diens concubine Consorte He. Volgens traditionele bronnen had Keizer Ling al andere zonen maar die stierven allemaal jong. Daarom geloofde Keizer Ling dat zijn kinderen buiten het paleis zouden moeten worden opgevoed. Prins Bian werd toevertrouwd aan de magnificus Shi Zimiao, ook wel bekend onder de titel Markies Shi.
Omdat Prins Bians moeder Consorte He Keizer Lings oudste zoon had gebaard en een goede relatie met hem had, werd ze in 180 Keizerin gemaakt en Prins Bian werd kroonprins.

## Korte regering
Toen Keizer Ling in 189 stierf, volgde Prins Bian hem dertien jaar oud als keizer Han Shao op en kreeg postuum de naam Han Shaodi. Generaal He Jin werd tot regent benoemd en aan het hof brandde een gigantische machtsstrijd uit tussen: ambtenaren, eunuchen, machtige clans en adviseurs. Het werd een ware chaos en een wirwar van intriges en uiteindelijk werd ook He Jin vermoord. Hierop richtte zijn getrouwe Yuan Shao een gigantische slachting aan onder de eunuchen in de keizerlijke paleizen.
In de chaos ondernam de machtige krijgsheer Dong Zhuo een succesvolle aanval op de hoofdstad Luoyang. Hij slaagde erin de macht over het hof over te nemen en hij verdreef alle andere krijgsheren. Hij manipuleerde de erfopvolging dusdanig, dat Shaodi werd afgezet en zijn jongere halfbroer Liu Xie in zijn plaats op de troon kwam, onder de keizersnaam Han Xian, postuum Han Xiandi.

## Dood
In het begin leek het er op dat Dong Zhuo de voormalige keizer niets zou doen, maar na een grote opstand aan het hof leek het Dong Zhuo te gevaarlijk om Shaodi in leven te laten. Ruim een maand nadat de opstand was uitgebroken, gaf Dong Zhuo zijn ondergeschikte Li Ru de opdracht Shaodi te dwingen vergiftigde wijn te drinken. Li Ru gaf Shaodi nog wel de kans eerst afscheid te nemen van zijn vrouw, Consorte Tang en zijn concubines alvorens dit te doen. Hij werd begraven in een tombe die oorspronkelijk bedoeld was voor de late eunuch Zhao Zhong en die de postume naam Prins Huai gekregen had.